# Балванка
Балванка — річка в Білорусі в Копильському й Клецькому районах Мінської області. Ліва притока річки Лані (басейн Прип'яті).

## Опис
Довжина річки 15 км, похил річки 2,1 м/км, площа басейну водозбору 69 км². Формується безіменними струмками. Річка повністю каналізована.

## Розташування
Бере початок за 0,8 км на північно-західній околиці села Братково. Тече переважно на південний захід і за 1 км на західній околиці села Рубіж впадає в річку Лань, ліву притоку річки Прип'яті.